# The Defiant Ones
The Defiant Ones is een Amerikaanse film uit 1958 van Stanley Kramer met in de hoofdrollen Tony Curtis en Sidney Poitier.
De film is gebaseerd op een verhaal van Nedrick Young en gaat over twee gevangenen, een blanke en een Afro-Amerikaan, die aan elkaar zijn geketend en na een ongeluk weten te ontsnappen. Nedrick Young werkte ook mee aan het scenario. Omdat hij op de beruchte Hollywood blacklist stond, staat hij op de aftiteling onder het pseudoniem Nathan E. Douglas. De "Hollywood Black List" of "Zwarte Lijst", was een niet-officiële lijst waarop medewerkers uit de Amerikaanse filmindustrie terechtkwamen die verdacht werden van communistische sympathieën. Wie op de lijst stond kreeg geen werk meer in de films die in Hollywood werden gemaakt.
The Defiant Ones staat bekend als een baanbrekende film tegen de rassendiscriminatie. In de jaren vijftig was er met name in het zuiden van de Verenigde Staten nog veel sprake van rassenscheiding en discriminatie. De film deed het goed in de bioscopen en kreeg acht Oscarnominaties, waarvan er twee, Beste Cinematografie en Beste Scenario, werden verzilverd.

## Verhaal
Een truck brengt een aantal gevangenen naar een nieuwe gevangenis. De gevangenen zijn in paren aan elkaar vastgeketend. Ook de blanke racistische John "Joker" Jackson en de Afro-Amerikaanse Noah Cullen. Een regenstorm verrast de chauffeur en de truck crasht. Joker en Noah maken van de gelegenheid gebruik om te ontsnappen. Ze proberen de ketting, die hen aan elkaar kluistert, te breken, maar tevergeefs. Op elkaar aangewezen vervolgen ze hun weg, zich bewust van het feit dat het slechts een kwestie van tijd is voordat de sheriff de achtervolging inzet. De politie rukt inderdaad massaal uit. Onder druk van de gouverneur organiseert sheriff Max Miller een posse met politiemensen en vrijwilligers. De op bloed beluste groep wordt door Miller gelast zich in te houden en niet meteen te schieten. Ondertussen begint er tussen Joker en Noah een band te ontstaan. Ze moeten samenwerken willen ze overleven. Noah, die uit het zuiden van Amerika komt, kent de omgeving en stelt voor door het moeras te vluchten om daarna met de trein mee te liften. Ze trekken door moeilijk terrein en komen uiteindelijk in de nacht aan in een klein dorpje. Als ze inbreken in een winkel om eten te stelen, worden ze ontdekt en overmeesterd door de dorpelingen. Het scheelt maar een haartje of beide mannen worden gelyncht door de woedende inwoners. Het is Big Sam, een voormalige gevangene, die de dorpelingen kalmeert en de twee meeneemt. Niet lang daarna laat hij de twee gevangenen heimelijk vrij. De volgende morgen worden ze echter verrast door Billy, een jonge knaap die hen onder schot houdt met zijn geweer. Maar de twee gevangenen weten hem te overweldigen. Billy leidt Joker en Noah naar de boerderij van zijn moeder. Hier krijgen ze voor het eerst weer een goed maal en weten ze eindelijk de ketting te doorbreken. Joker heeft zijn pols verwond bij de inbraak en wordt verzorgd door de moeder van Billy. De vrouw voelt zich aangetrokken door de gevangene en als Noah slaapt heeft ze seks met Joker. De volgende dag zegt ze tegen Noah dat hij door het moeras heen moet om de spoorlijn te bereiken. Ondertussen zal zij samen met Joker met de auto vluchten. Als Noah echter is weggegaan, biecht de vrouw op dat ze hem met opzet rechtstreeks in een gevaarlijk en ondoordringbaar moeras heeft gestuurd. Een woedende Joker vlucht weg, vastbesloten om Noah te waarschuwen. Hij wordt echter in zijn schouder geraakt door een geweerschot van Billy. Gewond gaat Joker verder en weet Noah te achterhalen en te waarschuwen. Intussen nadert de posse en het geblaf van de honden is te horen. Wat ze echter ook horen is het geluid van een naderende trein. Met hun laatste krachtinspanningen bereiken ze de spoorlijn en Noah springt op een open wagon. Hij probeert de gewonde Joker op de wagon te trekken, maar dat lukt niet en beide mannen vallen op de grond. Uitgeput blijven ze liggen en even later worden ze gevonden door de sheriff. Noah zingt een oud bluesnummer met de bewusteloze Joker in zijn armen.

## Rolverdeling
| Acteur             | Personage                     |
| ------------------ | ----------------------------- |
| Tony Curtis        | John "Joker" Johnson          |
| Sidney Poitier     | Noah Cullen                   |
| Theodore Bikel     | Sheriff Max Muller            |
| Natasha Richardson | Caroline Lane                 |
| Charles McGraw     | Hoofdinspecteur Frank Gibbons |
| Lon Chaney, Jr.    | Big Sam                       |
| King Dononvan      | Solly                         |
| Claude Akins       | Mack                          |
| Whit Bissell       | Lou Gans                      |
| Carl Switzer       | Angus                         |
| Kevin Coughlin     | Billy                         |
| Cara Williams      | De moeder van Billy           |

## Achtergrond

### Scenario
Het scenario voor The Defiant Ones werd geschreven door Harold Jacob Smith en Nedrick Young op basis van een verhaal van de laatste. Young was in 1953 verhoord door de House Committee on Un-American Activities die onderzoek deed naar communistische infiltratie in Hollywood. Acteurs, producenten, regisseurs en scenaristen werd gevraagd naar een vermeend of echt lidmaatschap van de Amerikaanse Communistische Partij. Ook werd gevraagd om namen te noemen van collega's die men verdacht van communistische sympathieën. Wie weigerde kwam op de zwarte lijst en kreeg geen werk meer in Hollywood. Young had geweigerd om antwoorden te geven en beriep zich op het Vijfde Amendement (het recht om te zwijgen). Hij werd op de zwarte lijst gezet en werkte vervolgens onder het pseudoniem Nathan E. Douglas. Regisseur Stanley Kramer liet Smith en Young de rol spelen van de chauffeurs van de gevangenentruck en op het scherm zijn de namen van beide mannen te zien. Het was Kramers bijdrage aan de strijd tegen de Zwarte Lijst.

### Acteurs
De rol van Joker Johnson werd eerst aangeboden aan Robert Mitchum. In zijn jonge jaren was Mitchum gearresteerd wegens landloperij en gevangengezet in een gevangenis in het zuiden, waar hij ook werd geketend aan een medegevangene. Hij had dus de nodige ervaring met de achtergrond van de rol. Dat was ook de reden dat hij weigerde Joker te spelen. Mitchum zei dat het gewoonweg niet realistisch was dat in een zuidelijke gevangenis met zijn rassenscheiding, een blanke en een Afro-Amerikaanse gevangene aan elkaar werden geketend. Dit was duidelijk een zwakke plek in het scenario. Merkwaardig genoeg ging de reden van de weigering van Mitchum een eigen rol spelen. Het gerucht ontstond dat Mitchum een racist was en weigerde om aan een Afro-Amerikaanse acteur te worden geketend. Tony Curtis, die uiteindelijk de rol van Joker zou spelen, geloofde het gerucht ook en schrijft er over in zijn autobiografie. Later zou hij echter weer afstand nemen van de zaak. Een andere kandidaat voor de rol van Joker was Elvis Presley, die hoopte dat Sammy Davis jr. de rol van Noah zou spelen. Colonel Parker, de manager van Presley, wist het idee echter uit het hoofd van zijn pupil te praten. Kramer zelf zag meer in Marlon Brando en Sidney Poitier voor de rol van Joker en Noah. Brando en Poitier had zeker interesse, maar alleen de laatste was beschikbaar. De uitgelopen opnamen voor Mutiny on the Bounty zorgden ervoor dat Brando niet mee kon doen. Mutiny on the Bounty werd uiteindelijk pas in 1962 uitgebracht. Brando werd vervangen door Tony Curtis. Het was de studio die Curtis naar voren schoof omdat hij een gegarandeerd kassucces was. Volgens Kramer was dit aanvankelijk tegen zijn zin en die de zin van Poitier. Curtis zelf wilde de rol van Joker heel graag spelen. Tot dan toe was hij gespecialiseerd in rollen waar hij het van zijn knappe gezicht moest hebben, rollen die weinig acteertalent vereisten. Voor Poitier vormde de rol een ommekeer in zijn carrière. Hij was een veelbelovend acteur die dan toe bijrollen had gespeeld in films als The Blackboard Jungle (1955) en Edge of the City (1957). Curtis was een ster en beroemd door verschillende films waarin hij de hoofdrol had gespeeld. Aanvankelijk was Poitier ook geselecteerd als bijrolacteur en stond zijn naam in kleinere letters onder de naam van Curtis. De laatste raakte tijdens de opnames goed bevriend met Poitier en eiste van regisseur Kramer dat de naam van Poitier als hoofdrolspeler op gelijke hoogte moest komen met zijn naam. Poitier maakte zich sterk voor de film, waarvan het anti-racistische thema hem zeer aansprak. Als sinds zijn filmdebuut maakte hij zich sterk voor de rechten van de Afro-Amerikanen in de Verenigde Staten. Het feit dat hij als Afro-Amerikaanse acteur de hoofdrol vertolkte was belangrijk voor andere Afro-Amerikaanse acteurs. Daarnaast gaf hij Afro-Amerikaanse bezoekers van de film een goed voorbeeld en werd een rolmodel.

### Productie
Het totale budget kwam uit op 1 miljoen dollar. Er werd hoofdzakelijk gefilmd tussen februari en april 1958 in Malibu Creek State Park in Calabasas, Californië en voor de treinscènes op the Southern Pacific Railroad tussen Piru en Fillmore in Ventura County. De oversteek van de rivier werd gefilmd bij Kern River, bij Kernville, Californië. Bij de oversteek droegen Curtis en Poitier duikerspakken onder hun gevangenenkleding. De stroming was zo sterk dat ze honderden meters werden meegesleurd voordat stuntmensen hen konden stoppen. Kramer had een ex-gevangene aangetrokken als technisch adviseur. Tijdens de opnamen bleek dat de man niet ontslagen was uit de gevangenis, maar ontsnapt. Hij stond nog altijd op de lijst van gezochte personen. Vanwege de antiracistische sentimenten was de productie van The Defiant Ones niet toegankelijk voor derden. Men was bang voor aanslagen. Tony Curtis droeg speciale make-up en protheses voor de rol. Hij was bang dat zijn knappe gezicht niet geloofwaardig was voor de rol en liet een valse neus maken.

## Ontvangst
De critici waren enthousiast over de film. Bosley Crowther, van The New York Times, prees de acteurs en het idee van de morele ommekeer bij twee mannen, blank en zwart, die aan elkaar zijn geketend. Ook andere critici prezen de acteurs en het scenario. Tegenwoordig kijkt men wat anders aan tegen de film en worden de rollen van Joker en Noah als stereotypen gebrandmerkt. Met name de ommekeer in het karakter van Joker, die binnen een nacht van een racist in een anti-racist verandert, krijgt nu kritiek. Ook is er  kritiek op de ongeloofwaardigheid van het scenario waarbij een blanke en een zwarte aan elkaar worden geketend in het zuiden met zijn rassenscheiding. (Zo krijgt Robert Mitchum na al die jaren zijn gelijk).
In het zuiden van de Verenigde Staten probeerde overigens de White Citizen's Committee Council de vertoning tegen te houden. In Montgomery, Alabama, werd de vertoning van de film inderdaad tegengehouden.

## Prijzen en nominaties
Er waren acht Oscarnominaties voor Beste acteur (zowel Tony Curtis als Sidney Poitier), Beste acteur in een bijrol (Theodore Bikel), Beste actrice in een bijrol (Cara Williams), Beste regisseur, Beste montage, Beste film, Beste cinematografie en Beste scenario. Alleen de laatste twee werden verzilverd. Op het filmfestival in Berlijn kreeg de film een Gouden Beer.

## Nieuwe versies
In 1972 vertolkten Pam Grier en Margaret Markov de rol van geketende vrouwelijke gevangenen in Black Mama, White Mama. Onder de titel The Defiant Ones was er in 1986 voor de televisie een versie met Robert Urich en Carl Weathers en in 1996 speelden Laurence Fishburne en Stephen Baldwin in Fled de aan elkaar geketende gevangen.